# Gottfried Glöckner
Gottfried Glöckner (* 24. Juni 1937 in Chemnitz) ist ein deutscher Komponist und Musikpädagoge.

## Leben
Gottfried Glöckner besuchte das Zwickauer Konservatorium. Danach wirkte er als Musikpädagoge in Bad Liebenwerda und Frankfurt (Oder). Von 1970 bis 1974 studierte er Komposition bei Manfred Weiss an der Hochschule für Musik Carl Maria von Weber Dresden. Er ist als freischaffender Komponist in Frankfurt (Oder) tätig. Glöckner komponierte mehrere Werke, die bei bellmannmusik, Edition Choris Mundi und Verlag Neue Musik verlegt sind. Sein Konzert für Orchester wurde 1984 in Havanna uraufgeführt.
Er war bis zu ihrem Tod 2017 mit der Schriftstellerin Helga Glöckner-Neubert verheiratet.

## Auszeichnungen
- 1986: Hanns-Eisler-Preis

## Werke (Auswahl)
- Alle Kinder können sich verstehen für Kinderchor und Klavier
- Concertino für Akkordeon und Bläserquintett
- Erste Liebe für mittlere Stimme und Klavier
- Flötentrio
- Fünf Intermezzi für Klarinette und Klavier
- Kleine Suite für Akkordeon solo
- Konzert für Orchester
- Musik zur Weihnachtszeit für kleines Ensemble
- Philosophen und die Liebe für mittlere Stimme und Klavier
- Präludium und Passacaglia
- Sieben Stücke für Horn und Klavier
- Sonate für Flöte und Klavier
- Sonatine für Klarinette und Klavier